# M'baka
Els m'baka són una ètnia minoritària a la República Centreafricana i al nord-oest de la República Democràtica del Congo. El president, Jean-Bédel Bokassa, era m'baka, com ho era el primer president de CAR, David Dacko, i el primer ministre Barthélemy Boganda. Els m'baka parlen el ngbaka ma'bo, la seva llengua, i té una població de més o menys 300.000 habitants. Els m'baka constitueixen un gran grup lingüístic que actualment comprèn 35.000 parlants. Viuen al sud-est del territori centrafricà, en una vall voltada de rius, Lobaye al sud i Pama al nord, cobert per boscos i la regió Libende de la República Democràtica de Congo. El seu assentament en aquesta zona data del s. XVIII i principis del s. XIX. Com moltes altres societats centreafricanes, les seves migracions són causades per les incursions musulmanes i més tard pels mandats colonials.
El seu entorn ric els permet viure de la caça, la pesca i la recol·lecció, i l'agricultura és només una activitat complementària. Aquesta relació amb la natura i el bosc és molt present a la pràctica musical, ja que moltes cançons estan dedicades als esperits del bosc o són duts a terme durant els rites o la caça. El tambor, les campanes, la guimbarda, el kundi o el ngombi constitueixen el seu conjunt d'instruments musicals.